# Бочаров Олексій Іванович
Олексі́й Іва́нович Бочаро́в (нар. 23 грудня 1931, Сталіно — пом. 12 червня 2002, Маріуполь) — український художник монументально-декоративного мистецтва; член Спілки художників України з 1992 року.

## Біографія
Народився 23 грудня 1931 року в місті Сталіно (нині Донецьк, Україна). 1956 року закінчив Ворошиловградське художнє училище. Упродовж 1958—1962 років викладав креслення та малювання у школі та технічному училищі Донецька.
З 1963 року в Жданові: у 1967—1971 роках — головний художник на сувенірній фабриці народних промислів України; у 1971—1992 роках — художник-проєктант художньо-промислових майстерень Донецького художньо-промислового комбінату.
Жив у Маріуполі в будинку на проспекті Нахімова, № 74, квартира 71. Помер у Маріуполі 12 червня 2002 року.

## Творчість
Працював у техніці рельєфу на бетоні, металі, дереві, декоративної скульптури (різьблення по дереву). Автор творів у Маріуполі:
- «Перлина–68» (1968, ювелірний магазин «Перлина»);
- «Земля» та «Овен» (1969, кафе «Скіфи»);
- «Нептун» (1970—1980-ті, кафе «Бриз»);
- «Всі прапори до нас у гості» (1970—1980-ті, кафе «Бриз»);
- «Посейдон» (1970—1980-ті, готель «Моряк»);
- «Море» (1970—1980-ті, школа-інтернат № 3);
- «Казки» (1970—1980-ті, дитсадок № 2).

Брав участь у всеукраїнській виставці декоративно-монументального мистецтва у Тернополі.
Роботи зберігаються також у Полтаві, Ялті, Новоазовську.